# Сачек, Михаил Григорьевич
Михаил Григорьевич Сачек (10 января 1929, дер. Вороничи, Новогрудское воеводство, Польская Республика — 16 октября 2020, г. Витебск) — советский и белорусский учёный-медик, хирург, ректор ВГМУ (1979 — 1996). Доктор медицинских наук (1975), профессор (1978), Заслуженный деятель науки БССР (1981).

## Биография
Родился 10 января 1929 года в деревне Вороничи (Новогрудское воеводство) в многодетной крестьянской семье Григория Ивановича и Антонины Игнатьевны Сачек. В 1949 году, окончив Зельвенскую среднюю школу, поступил в Витебский государственный медицинский институт на лечебно-профилактический факультет.
После окончания института в 1955 году был направлен заведующим Дворецким врачебным участком Чашникского района Витебской области, где проработал до сентября 1956 года. После чего был переведён на должность хирурга Лепельской больницы. В 1958 году назначен главным врачом Лепельской больницы, а затем, после упразднения районного отдела здравоохранения, — главным врачом Лепельского района.  За время работы в Лепельской больнице дважды избирался депутатом районного Совета депутатов трудящихся.
В 1961 году поступил в заочную аспирантуру по хирургии в Витебский мединститут. Научным руководителем был академик Богуш Л. К.
С 1963 года Михаил Григорьевич назначен главным хирургом Витебского облздравотдела. В 1965 году защитил кандидатскую диссертацию на тему «Резекция трахеи и главных бронхов».
В сентябре 1966 года Михаил Григорьевич начал работать в Витебском государственном медицинском институте ассистентом кафедры госпитальной хирургии. В сентябре 1971 года он избирается по конкурсу на должность доцента кафедры госпитальной хирургии. В декабре 1972 года Михаил Григорьевич был переведён на должность научного сотрудника Центральной научно-исследовательской лаборатории при институте, в ноябре 1975 года успешно защитил докторскую диссертацию «Возможность восстановления функции легочной ткани после обтурационного ателектаза».
В 1978 году Михаилу Григорьевичу ВАК при Совете министров СССР присвоено учёное звание профессора. 31 июля 1979 года был назначен ректором Витебского государственного медицинского института и на протяжении более 17 лет возглавлял его. В 1984 году Михаил Григорьевич был избран на должность заведующего кафедрой хирургических болезней № 1 (в настоящее время – кафедра госпитальной хирургии с курсами урологии и детской хирургии), которую он возглавлял до последних дней жизни.
Супруга — профессор кафедры акушерства и гинекологии, Заслуженный деятель науки Республики Беларусь Лидия Яковлевна Супрун. Вместе с ней воспитал двух дочерей, создав медицинскую династию.
Скончался 16 октября 2020 года.

## Научная деятельность
Автор более 400 научных работ, 35 рационализаторских предложений и изобретений, 13 монографий по различным разделам торакальной и абдоминальной хирургии, под его руководством выполнены 25 кандидатских и 4 докторских диссертации, а также созданы школа хирургов и научно-педагогическая школа по торакальной и абдоминальной хирургии.
Член республиканской квалификационной подкомиссии по присвоению высшей категории врачам-хирургам и член областного товарищества хирургов. Член редколлегии журнала «Новости хирургии». 
На протяжении многих лет исполнял обязанности председателя специализированного Совета по защите докторских диссертаций.
Впервые в республике им разработаны реконструктивно-обновляющие операции на трахее и бронхах, операции по обновлению функции легкого после продолжительного ателектаза. Им разработаны новые методы профилактики гнойных осложнений в плановой хирургии. Научные разработки экспонировались на многих выставках.

## Награды, премии
- Заслуженный деятель науки БССР (1981)
- Почётный действительный член (академик) Белорусской Академии медицинских наук (1997)
- Благодарность Президента Республики Беларусь
- Орден «Знак Почёта»
- Почётная грамота Президиума Верховного Совета БССР
- Почётная грамота Витебского областного исполнительного комитета
- Почётная грамота Витебского городского исполнительного комитета
- Медаль им. Н. И. Пирогова
- Медаль им. академика Е. Н. Павловского
- Медаль «За заслуги в развитии ВГМИ»
- Нагрудный знак «Отличник здравоохранения БССР»
- Нагрудный знак «Изобретатель СССР»
- Нагрудный знак «Ветеран труда ВГМУ»
- Почетный гражданин города Витебска (1999)[4]
- Человек года Витебщины (2014)[5]